# Italia en los Juegos Paralímpicos de Pyeongchang 2018
Italia estuvo representada en los Juegos Paralímpicos de Pyeongchang 2018 por un total de 25 deportistas masculinos.

## Medallistas
El equipo paralímpico italiano obtuvo las siguientes medallas:
| Nombre              | Deporte      | Evento                                        |
| ------------------- | ------------ | --------------------------------------------- |
| Oro                 |              |                                               |
| Giacomo Bertagnolli | Esquí alpino | Eslalon discapacidad visual masculino         |
| Giacomo Bertagnolli | Esquí alpino | Eslalon gigante discapacidad visual masculino |
| Plata               |              |                                               |
| Giacomo Bertagnolli | Esquí alpino | Supergigante discapacidad visual masculino    |
| Manuel Pozzerle     | Snowboard    | Campo a través SB-UL masculino                |
| Bronce              |              |                                               |
| Giacomo Bertagnolli | Esquí alpino | Descenso discapacidad visual masculino        |